# White Wedding
«White Wedding» es una canción interpretada por el músico británico Billy Idol. Fue lanzada en 1982 como el segundo sencillo de su álbum Billy Idol.

## Video musical
El video musical muestra a Billy Idol asistiendo a una boda gótica. La novia de la boda es interpretada por Perri Lister, quien era la novia de Idol en ese entonces. Cuando la pareja tiene que intercambiar anillos, Idol empuja el anillo fuertemente cortando el nudillo de la novia. El video fue filmado en una iglesia en las afueras de Londres.

## Listas de popularidad
| Lista (1982)                     | Posición más alta |
| -------------------------------- | ----------------- |
| Billboard Hot 100                | 36                |
| Billboard Mainstream Rock Tracks | 4                 |
| UK Singles Chart (1985)          | 6                 |

## Versiones
Múltiples artistas han realizado versiones de la canción incluyendo a Murderdolls, Axxis, Deathstars, Doro, Piney Gir, Rowland S. Howard, Sentenced, Aiden y Queens of the Stone Age.